# 久根別站
久根別車站（日语：／ Kunebetsu eki */?）是屬於道南漁火鐵道的鐵路車站，位於北海道北斗市久根別。本站現時為無人站。站名源自於阿伊努語的「kunne-pet」，意為「黑色的河川」。

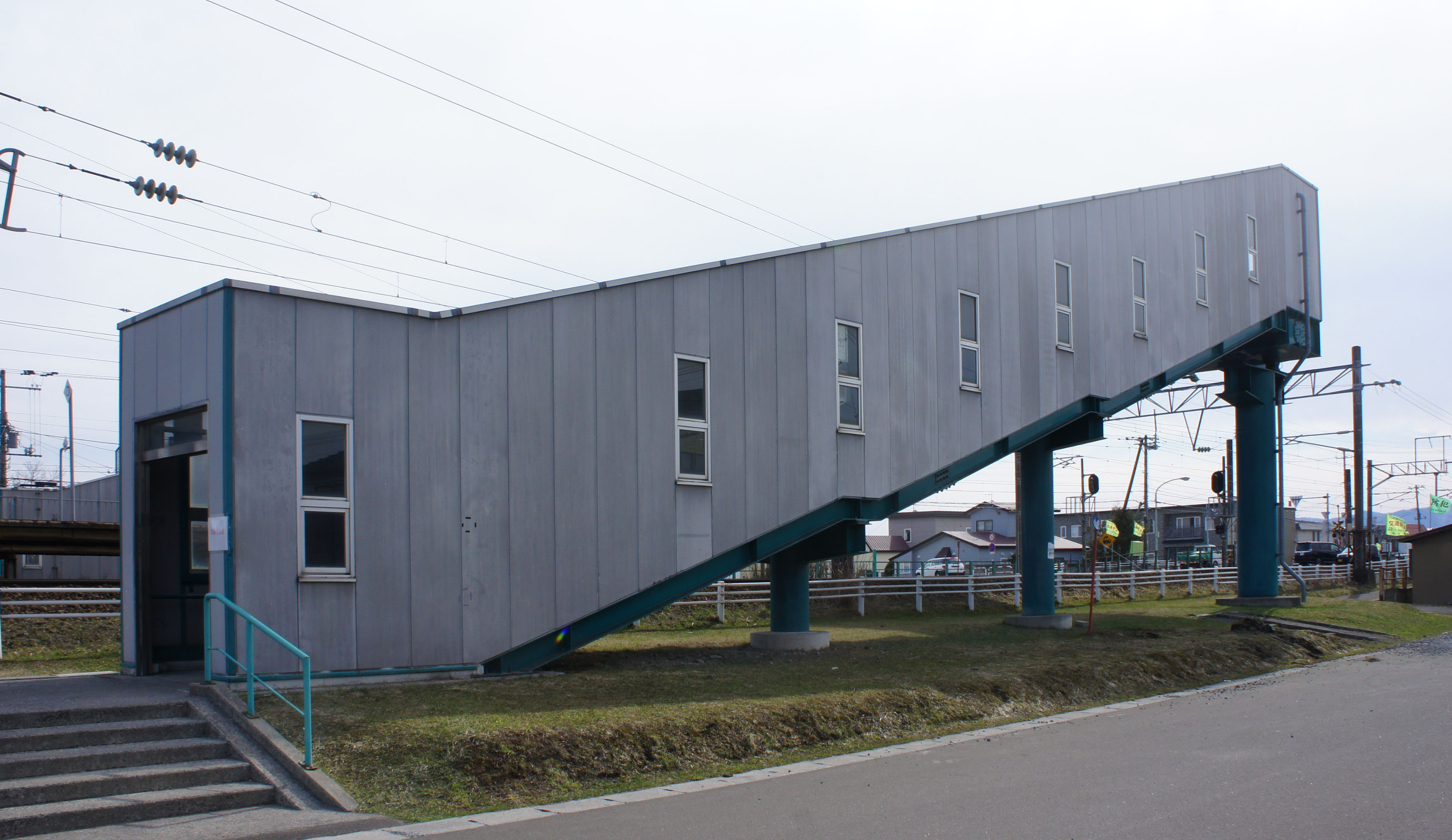
自由通路北口(2019年4月)

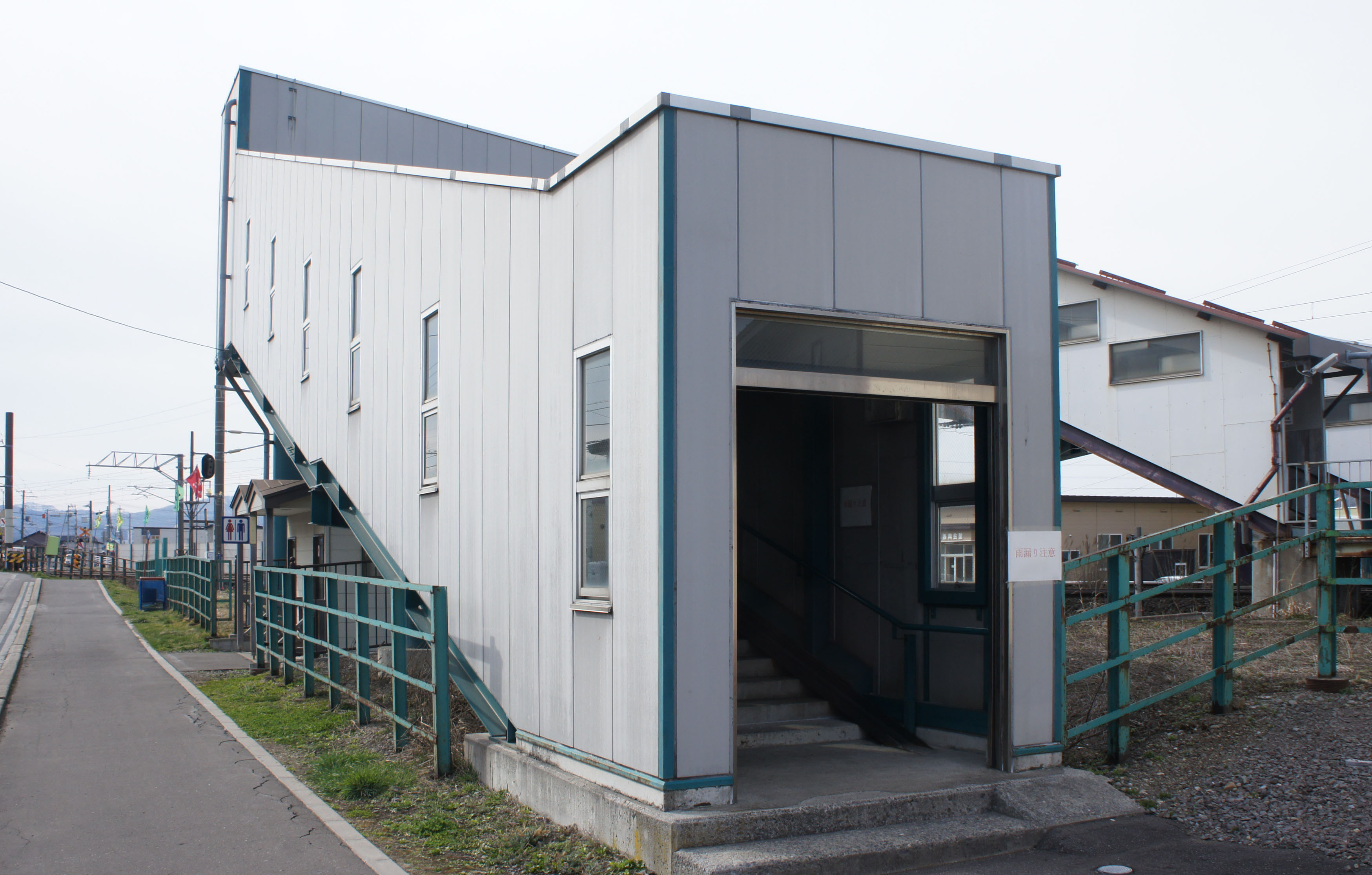
自由通路南口(2019年4月)

## 車站結構

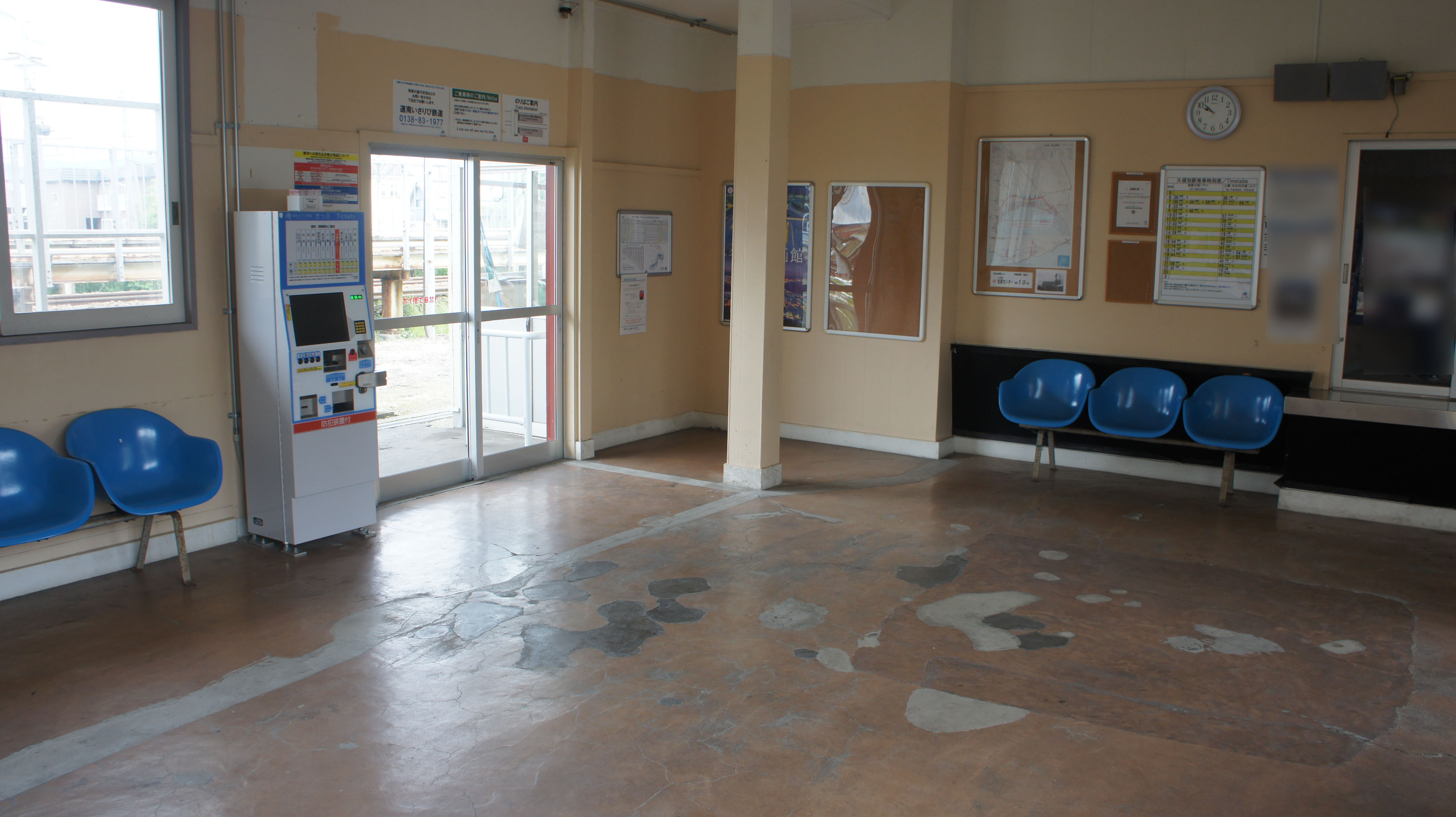
車站內部(2018年6月)

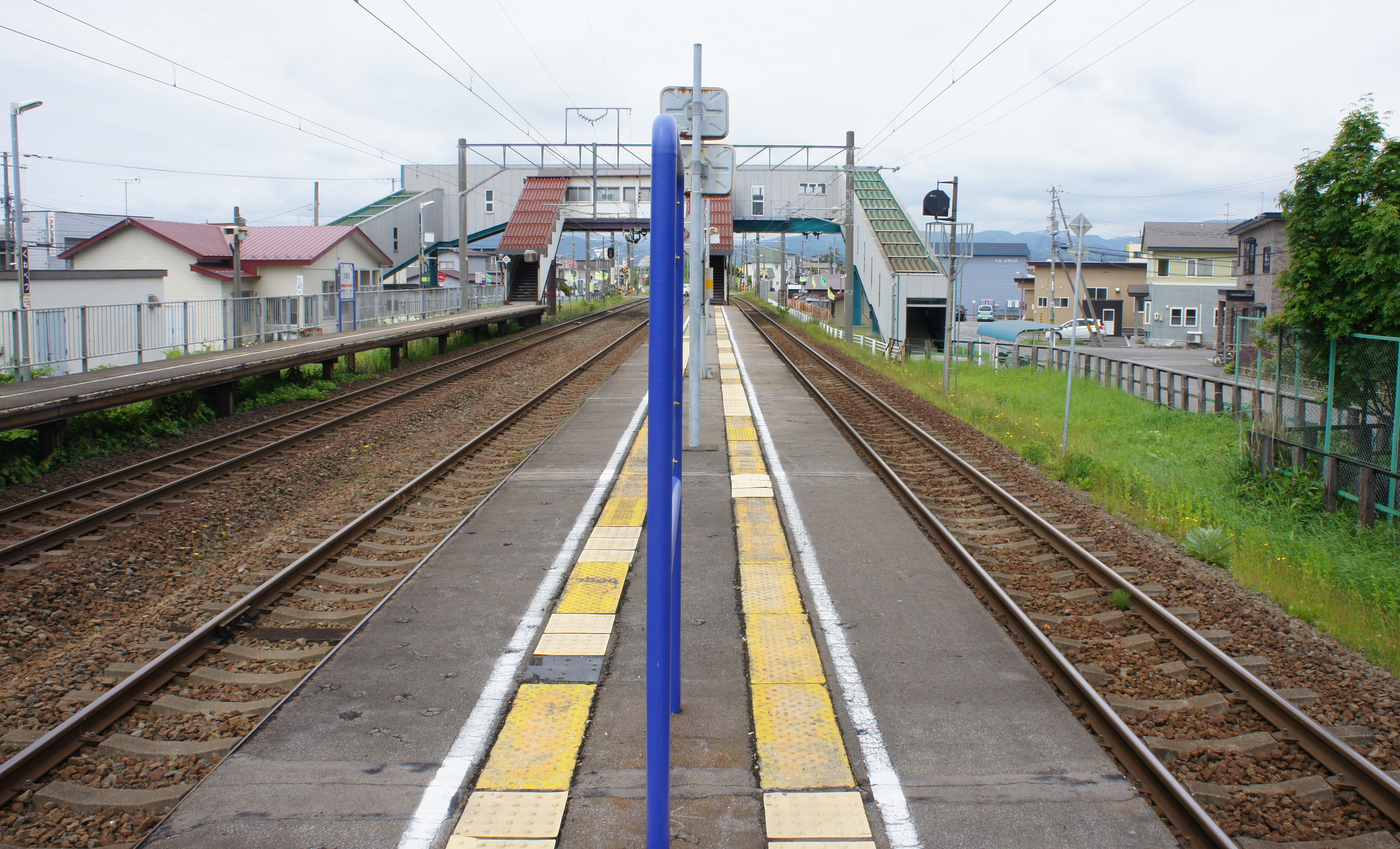
月台(2018年6月)

本站為混合月台2面3線，可供列車交會的地面車站。此站是由五稜郭站管理的無人站，月台間透過跨線天橋聯絡。本站自2016年3月道南漁火鐵道移交後仍為無人站，並由同公司在站內設置自動售票機。

### 月台配置
| 月台 | 路線            | 方向 | 目的地           |
| ---- | --------------- | ---- | ---------------- |
| 1    | ■道南漁火鐵道線 | 上行 | 上磯、木古內方向 |
| 2、3 | ■道南漁火鐵道線 | 下行 | 函館方向         |

## 相鄰車站
道南漁火鐵道
■道南漁火鐵道線
東久根別（sh10）－久根別（sh09）－清川口（sh08）

## 外部連結
- 官方網頁。 （页面存档备份，存于）（日語）